# Милан Судар
Милан Судар (Београд, 21. октобар 1946) српски је геолог и академик, редовни члан састава Српске академије науке и уметности од 8. новембра 2018, члан IUGS Subcommission on Triassic Stratigraphy, STS Boundary Working Groups, Permian/Triassic Conodont Working Group, Pander Society и Српског геолошког друштва.

## Биографија
Завршио је основне студије 1972. године и и магистарске 1979. на Рударско-геолошком факултету Универзитета у Београду. Докторирао је 1985. године. Радио је као професор геологије 1973—1976. у Техничкој школи „Колубара”, на Факултету је радио прво као асистент-приправник 1976, затим као асистент 1980, доцент 1986, ванредни професор 1991. и као редовни професор 1997. Пензионисан је од 2012. године. Уређивао је Геолошки анали Балканскога полуострва (Србија), Geologija (Словенија) и Journal of Alpine Geology (Аустрија). Члан је уређивачких одбора Variscan and Alpine terranes of the Circum-Pannonian Region и Словачке академије науке. У Српској академији науке и уметности је члан академијског одбора за науку и одељењског одбора за геодинамику, као и председник одељењског одбора за палеофлору и палеофауну.

## Награде
- Повеља Српског геолошког друштва (1991)[1]
- Награда и плакета „Јован Жујовић”, Рударско-геолошки факултет Универзитета у Београду (1995)[1]
- Признање Природњачког музеја (1995)[1]